# Zoltan Farmati
Zoltan „Bimbo“ Farmati (* 9. Juli 1924 in Șimleu Silvaniei, Kreis Sălaj; † 3. Januar 2006 in Arad) war ein rumänischer Fußballspieler. Er absolvierte insgesamt 219 Spiele in der rumänischen Divizia A und der ungarischen Nemzeti Bajnokság und nahm an den Olympischen Spielen 1952 teil.

## Karriere
Farmati begann seine Karriere während des Zweiten Weltkrieges bei Kolozsvári AC in der ungarischen Nemzeti Bajnokság. Nach Kriegsende wechselte er zum Lokalrivalen Ferar Cluj, der in der höchsten rumänischen Spielklasse, der Divizia A, aktiv war. Im Jahr 1947 schloss sich Farmati dem amtierenden Meister ITA Arad (später Flamura Roșie Arad und UTA Arad) an, das zu den besten rumänischen Mannschaften der 1940er- und 1950er-Jahre zählte. In Arad konnte er in den Jahren 1948, 1950 und 1954 die rumänische Meisterschaft sowie in den Jahren 1948 und 1953 den rumänischen Pokal gewinnen. Im Jahr 1959 beendete er dort seine Karriere.

## Nationalmannschaft
Zoltan Farmati bestritt zwischen 1947 und 1953 insgesamt 21 Spiele für die rumänische Fußballnationalmannschaft, erzielte jedoch kein Tor. Seinen ersten Einsatz hatte er am 22. Juni 1947 gegen Jugoslawien. Im Jahr 1952 stand er im Kader für die Olympischen Spiele in Helsinki und kam im ersten Spiel gegen den späteren Olympiasieger Ungarn zum Einsatz.

## Erfolge
- Teilnehmer an Olympischen Spielen: 1952
- Rumänischer Meister: 1948, 1950, 1954
- Rumänischer Pokalsieger: 1948, 1953